# Carnegin
Carnegin ist ein Alkaloid aus der Gruppe der Kaktus-Alkaloide und der Tetrahydroisochinolinalkaloide.

## Vorkommen

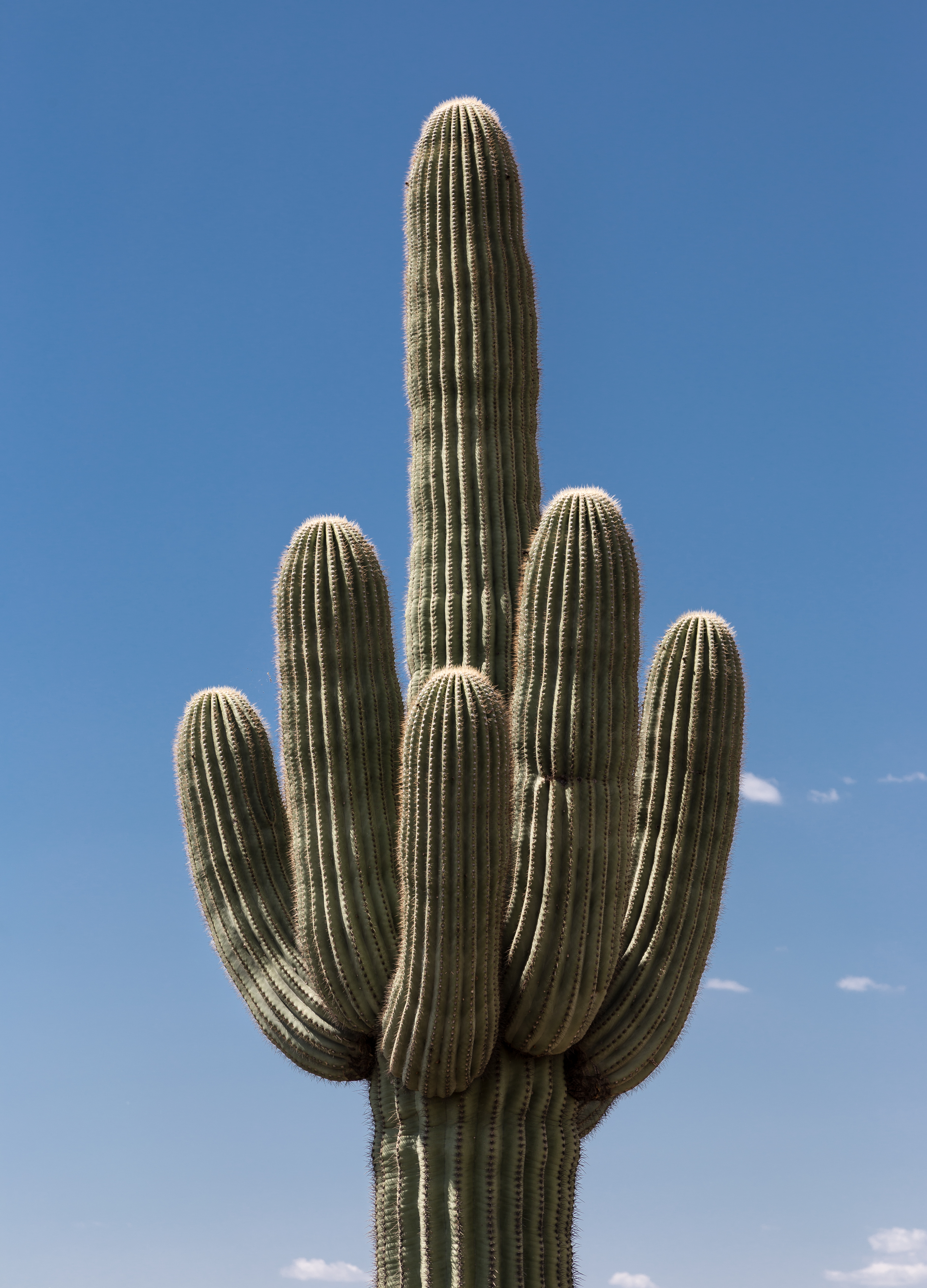
Carnegiea gigantea.

Carnegin ist das Hauptalkaloid in Carnegiea gigantea (70 %). Daneben kommt es in Cephalocereus multiareolatus, Cephalocereus scoparius und Neobuxbaumia tetetzo vor. Einige auf Kakteen spezialisierte Arten der Fruchtfliegen (Gattung Drosophila; Drosophila mettleri, Drosophila mojavensis und Drosophila nigrospiracula) können Carnegin abbauen.
Neben dem Vorkommen in Kakteen kommt es auch in Hammada scoparia und Haloxylon articulatum (beide Unterfamilie Salsoloideae) vor.

## Synthese
Eine Synthese ist ausgehend von 3,4-Dimethoxyphenethylamin möglich. Dieses wird mit Urotropin cyclisiert. Anschließend erfolgt die asymmetrische Hydrocyanierung an Position 1 und Schützung des Amins durch eine Trifluoracetylgruppe. Hydrolyse und Veresterung mit Methanol überführt das Nitril in einen Carbonsäuremethylester; gleichzeitig wird die Trifluoracetylgruppe abgespalten. Die Aminogruppe wird durch eine Boc-Gruppe geschützt und der Ester durch Lithiumaluminiumhydrid zu einer Hydroxymethylgruppe reduziert, die dann tosyliert wird. Erneute Umsetzung mit Lithiumaluminiumhydrid ergibt eine Methylgruppe. Nach Entschützung durch Trimethylsilyltriflat entsteht Salsolidin, welches durch Umsetzung mit Formaldehyd in Acetonitril und Reduktion mit Natriumcyanoborhydrid Carnegin ergibt.
Eine andere, ebenfalls enantioselektive Synthese basiert auf dem Schlüsselschritt einer Michael-Addition eines Phenethylamins an ein chirales Ethinyl-Sulfoxid.

## Eigenschaften
Carnegin wirkt antibakteriell gegen grampositive und -negative Bakterien, darunter Staphylococcus aureus und Pseudomonas aeruginosa.